# يو-ڤيزين آير
يو-ڤيزين آير شركة (بالإنجليزية: U-Vision Air) محدودة الضمان هي شركة إسرائيلية اقيمت عام 2011, والتي تعمل على تطوير، إنتاج وتسويق صواريخ متقدمة واجهزة ذخيرة متسكعة لقوات الجيش البريّة، الجوية والبحرية. اجهزة الشركة، باسم «هيرو» (HERO)، مُخصصة لهجمات مركّزة ضد تهديدات متنوعة مختلفة المدى.
اقامت الشركة اتحاد الشركات UVision USA في الولايات المتحدة وشركة AVision Systems Private Ltd في الهند.

## اجهزة ذخيرة متجولة
يو-ڤيزين تطوّر مجموعة ذخيرة متجولة باسم «هيرو»(HERO).«هيرو» هي منظومة باليستية تعتمد على الاستشعار التي تُستخدم لجمع المعلومات الاستخبارية، رصد، تشخيص وهجوم موجه على عدة أهداف 
```
في ساحة المعركة.
[
7
]
 لمجموعة أجهزة الذخيرة المتجولة عدّة طُرُق إطلاق: من الأرض بواسطة جندي واحد، من مركبة ومنصات جوية وبحرية متنوعة.
```

ال-«هيرو» تطير لمنطقة الهدف، تتجوّل فوق نقطة الهدف، ترصد وتهاجم الهدف. وهي مُفعلّة عن بُعد ومُسَيطَر عليها في الوقت الحقيقي بواسطة جهاز اتصال.
ال-«هيرو» مُزوَّد بكاميرا بصرية-كهربائية والتي يتم تلقي صوَرها في محطة القيادة والرصد.

## خط منتجات «هيرو» (HERO)

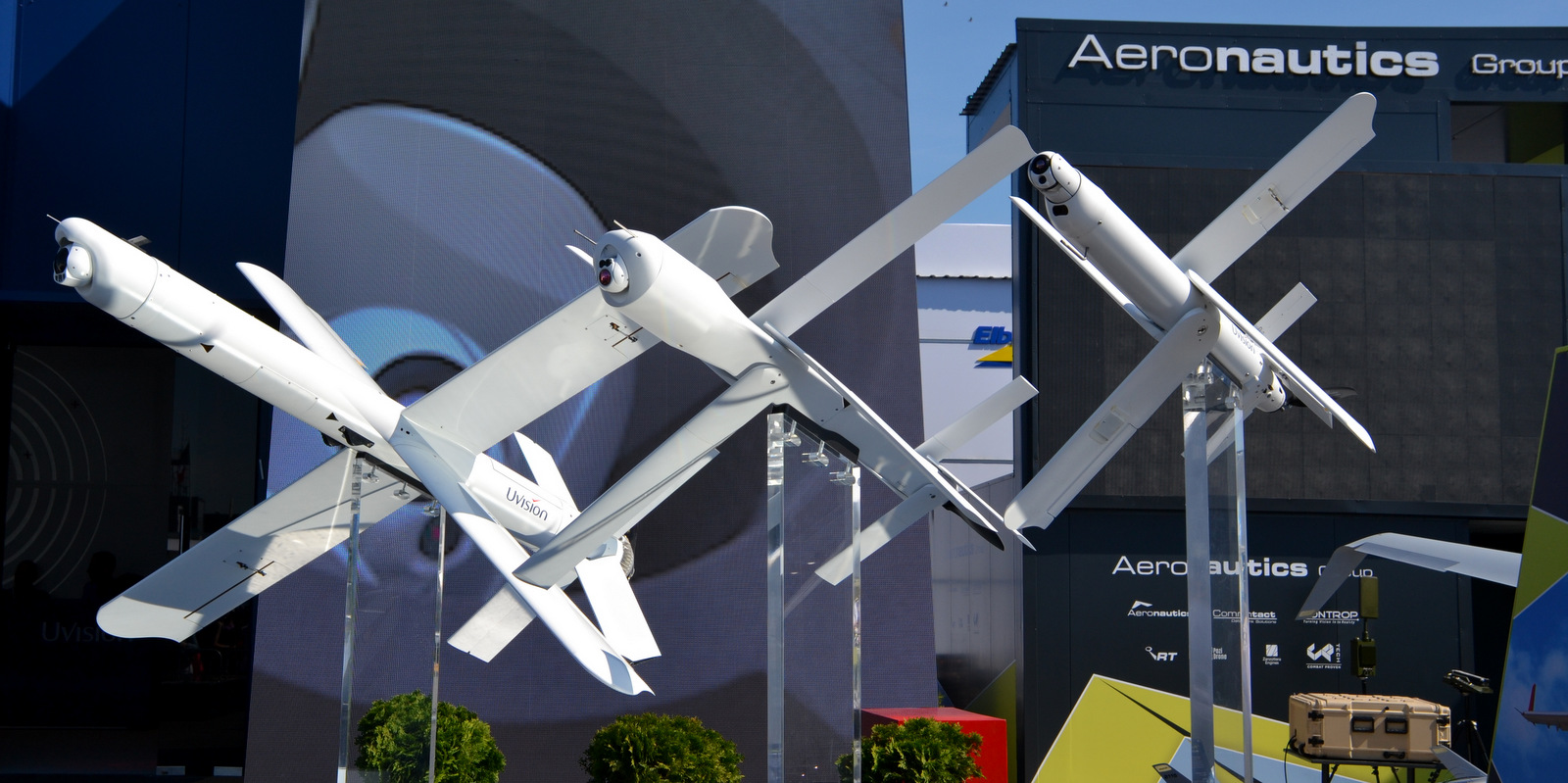
معرض باريس الجوي 2019

- HERO-20 - جهاز ذخيرة متجولة متنقل تكتيكي للمدى القصير والذي يمكن حمله على ظهر جندي واحد.[10][11]
- HERO-30 – جهاز ذخيرة متجولة متنقل للمدى القصير والذي يمكن حمله على ظهر جندي واحد، ذو قُدرة اطلاق سريعة[12][13][14]
- HERO-70 - جهاز ذخيرة متجولة للمدى القصير ويُستخدَم بالأخص لأهداف مركبات خفيفة الوزن.[15]
- HERO-120 - جهاز ذخيرة متجولة للمدى المتوسط لأهداف انسانية، مركبات خفيفة ومهام ضد الدبابات.[16][17][18]
- HERO-250 - جهاز ذخيرة متجولة بعيد المدى. حل لأهداف عمليات خاصة.[19]
- HERO-400 - جهاز ذخيرة متجولة بعيد المدى لأهداف إستراتيجية ولمهام قد تتطلب ذخيرة ثقيلة.[20][21]
- HERO-900 - جهاز ذخيرة متجولة بعيد المدى وفتّاك جداً لمهام إستراتيجية.[22]
- HERO-1250 - جهاز ذخيرة متجولة بعيد المدى وفتّاك جداً لمهام إستراتيجية بعيدة المدى.[23][24]

## وصلات خارجية
- موقع يو-ڤيزين الرسمي

- UVision Scores Marine Corps Loitering Munition Contract, on Aviation week website
- US Marines to Equip Armored Vehicles with Israeli Loitering Munitions, on The Defense Post websit